# Patrick Willis
Patrick L. Willis (Bruceton, 25 gennaio 1985) è un ex giocatore di football americano statunitense che ha militato nel ruolo di inside linebacker per tutta la carriera con i San Francisco 49ers della National Football League (NFL). Fu scelto dai 49ers come 11º assoluto del Draft NFL 2007. Al college giocò a football a Mississippi. È stato introdotto nella Pro Football Hall of Fame nel 2024.
Durante la sua ultima stagione a Ole Miss, Willis fu premiato con il Butkus Award e il Jack Lambert Award come miglior linebacker della nazione. Un anno dopo come membro dei 49ers, Willis guidò la NFL in placcaggi, venendo inserito nel First-team All-Pro, convocato per il Pro Bowl e premiato come rookie difensivo dell'anno. Fu convocato per il Pro Bowl in ognuna delle sue prime sette stagioni nella NFL e inserito nella formazione ideale della stagione All-Pro in tutti i primi sei anni. Unico giocatore ad avere ricevuto il Butkus Award in più di una categoria (al college e come professionista), fu parte di un reparto di linebacker d'élite assieme ad Aldon Smith e NaVorro Bowman.

## Carriera professionistica

### San Francisco 49ers

#### Stagione 2007
Willis fu selezionato come 11º assoluto nel Draft 2007 dai 49ers, firmando un contratto quadriennale da 16,7 milioni di dollari. Nella sua prima gara nella NFL, Willis mise a segno 11 tackle, 9 dei quali solitari, nella vittoria sugli Arizona Cardinals 20-17. Per questa sua prestazione vinse il premio di rookie della settimana. Una delle migliori prestazioni di Willis venne contro i Minnesota Vikings in cui limitò il rookie offensivo della stagione Adrian Peterson, fermato a 3 yard su 14 portate. La partita più impressionante a livello statistico di Willis giunse nella sedicesima settimana in cui mise a segno 20 tackle, 2 sack, 1 fumble forzato ed un passaggio deviato contro i Tampa Bay Buccaneers, prestazione che gli valse il secondo titolo di miglior rookie della settimana. Willis terminò con 174 tackle totali la sua stagione da rookie, venendo convocato per il Pro Bowl, inserito nella prima formazione ideale della NFL e vinse il premio di miglior rookie difensivo dell'anno.

#### Stagione 2008

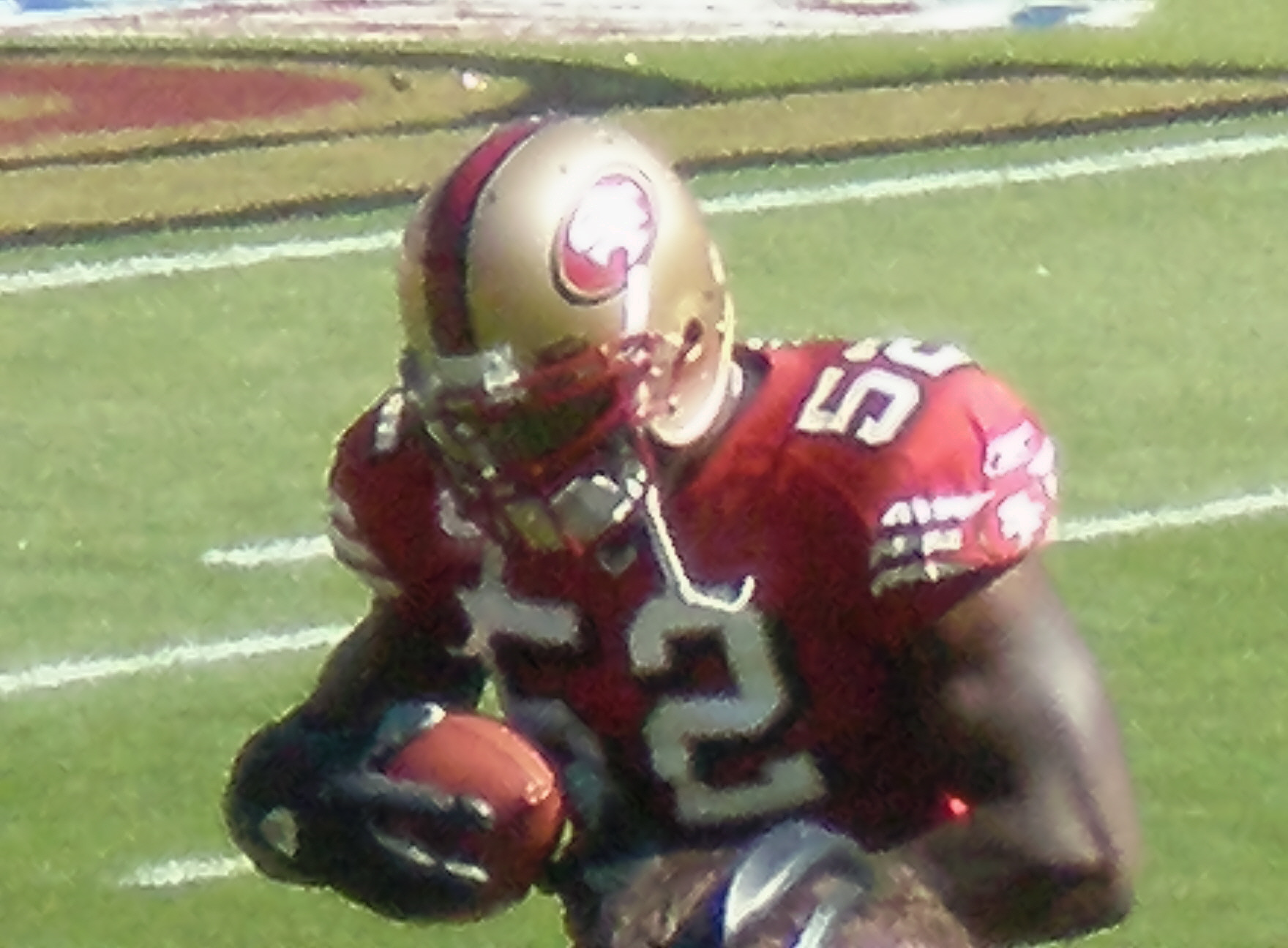
Willis nell'ottobre 2008

Nella sua seconda stagione nella NFL, Willis segnò il suo primo touchdown contro i Seattle Seahawks, ritornato un intercetto per 86 yard. Il 16 dicembre, durante un'altra stagione in cui dominò nei 49ers, Willis fu nominato inside linebacker titolare nel roster della NFC al Pro Bowl team. In sole due stagioni, Patrick si impose come uno dei migliori linebacker della NFL. Willis fu anche inserito nel second-team All-Pro, mancando il first team per un solo voto in favore di Jon Beason dei Carolina Panthers.

#### Stagione 2009
Patrick Willis iniziò bene la stagione contro gli Arizona Cardinals, contro cui mise a segno 14 tackle ed un intercetto. Anche nella settimana 4 contro St. Louis giocò una grande partita terminando con 8 tackle, 2,5 sack ed un intercetto ritornato per 23 yard in un touchdown.
Il suo più grande miglioramento rispetto alla stagione precedente fu nelle giocate ai lati del campo, aumentando il suo raggio di azione.  Willis mise a segno 54 tackle su giocate classificate come "completatamente a sinistra" o "completamente a destra", che contarono per il 35,5% dei suoi tackle totali. In quell'area di campo, egli guidò tutti gli inside linebacker con largo margine.
Alla fine della stagione, Willis guidò la NFL 152 tackle (per la seconda volta in tre stagioni da professionistia) oltre a 4 sack, 3 fumble forzati, 8 passaggi deviati e 3 intercetti. Willis entrò nel First-team All-Pro ricevendo 49 voti su 50 disponibili dall'Associated Press e fu convocato per il terzo Pro Bowl consecutivo. Poco dopo la selezione per il Pro Bowl però, Willis decise di non giocare a causa di un infortunio patito alla gamba. Egli rimase in South Florida, dove si disputava la gara, per sostenere la squadra della NFC e i compagni di squadra Frank Gore, Vernon Davis, Justin Smith e Andy Lee.
Willis vinse anche il premio NFL di miglior linebacker della stagione, un premio per cui votano linebacker del passato della lega.

#### Stagione 2010

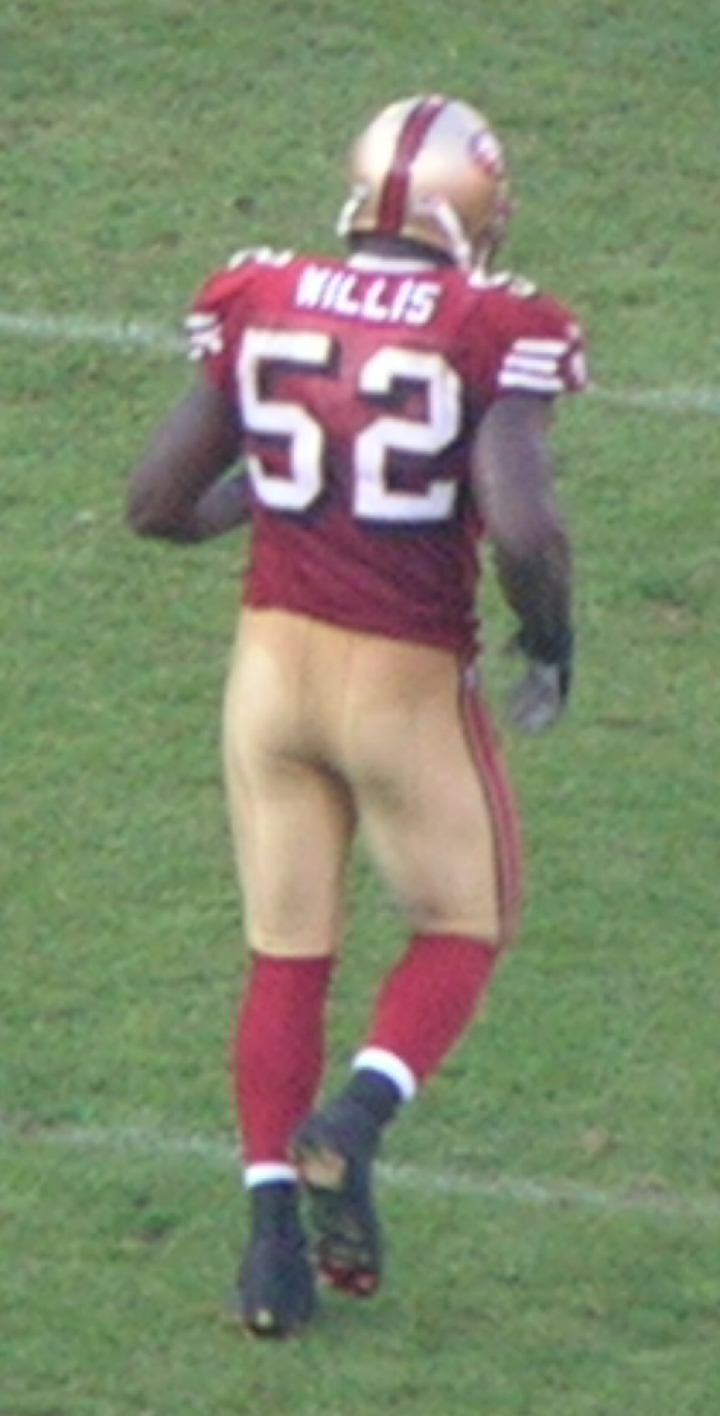
Willis prima di una gara contro i St. Louis Rams nel 2008.

Il 4 maggio 2010, Willis firmò un'estensione contrattuale quinquennale del valore di 50 milioni di dollari, 29 milioni dei quali garantiti, divenendo il più pagato inside linebacker della NFL.
Nel 2010, Willis rinforzò una nuova dimensione del suo gioco, totalizzando un record in carriera di 6,0 sacks. Nel corso della stagione giocò con diversi infortuni, a partire da una gara contro i San Diego Chargers con una mano rotta. Willis fu tenuto fuori dal campo nella settimana 17 dopo un secondo intervento chirurgico alla mano destra fratturata. Fu la prima volta che Willis saltò una gara in carriera. Willis per la quarta volta in altrettanti anni di carriera fu convocato per il Pro Bowl, malgrado delle statistiche leggermente inferiori agli anni precedenti, in gran parte per il fatto che gli schemi offensivi delle squadre avversarie si concentravano su di lui. Raggiunse in tale modo il membro della Pro Football Hall of Fame Ronnie Lott come unici giocatori dei 49ers ad essere convocati per il Pro Bowl in ognuna delle loro prime quattro stagioni.

#### Stagione 2011
Prima dell'inizio della stagione 2011, Patrick Willis dominò il concorso di ESPN.com su chi fosse il miglior linebacker della lega. "Nessuno nella NFL gioca meglio nella sua posizione di quanto faccia Patrick Willis e questo vuol dire molto" disse Matt Williamson d Scouts Inc. "È bravo nella posizione di linebacker come Peyton Manning lo è in quella di quarterback, come Andre Johnson lo è come ricevitore, come Adrian Peterson lo è come running back. Non ha debolezze". Perfino un 13 volte Pro Bowler come Ray Lewis, il linebacker più dominante della sua era, indicò Willis come un successore meritevole del suo regno indiscusso. Dana Jacobson ESPN di chiese a Lewis quale giovane linebacker gli ricordasse sé stesso: "Adoro il modo in cui gioca" disse Lewis "Gioca con il fuoco dentro. Mi ricorda mà stesso tanto, tanto, tanto". Willis si classificò inoltre quarto nelle votazioni degli esperti di ESPN tra i migliori 10 difensori della ESPN, classificandosi dietro Troy Polamalu, DeMarcus Ware e Darrelle Revis.
Nel 2011, Willis guidò la difesa dei 49ers a stabilire il record NFL non concedendo alcun touchdown su corsa fino alla settimana 16. Il precedente record era detenuto dai Decatur Staleys del 1920, i quali non concessero touchdown su corsa in una stagione da 13 gare. La difesa dei 49ers si classificò al quarto posto nella lega e giocò un profondo ruolo nel permettere alla squadra di finire con un record di 13-3. Quella fu la prima vittoria della division e la prima partecipazione ai playoff dei 49ers dal 2002.
Durante la gara della settimana 13 contro i St. Louis Rams, Willis cadde male dopo un tackle sbagliato e si infortunò al tendine del ginocchio destro. Malgrado abbia saltato quasi 4 partite per tale infortunio, Willis terminò la stagione con 97 tackle, 2 sack, 4 fumble forzati, 12 passaggi deviati ed un intercetto. Willis fu convocato per il quinto Pro Bowl in carriera, primo giocatore dei 49ers a raggiungere tale traguardo in tutte le prime 5 stagioni della carriera. Inoltre fu inserito nel first-team All-Pro dell'Associated Press per il terzo anno consecutivo e votato al 10º posto nella NFL Top 100, l'annuale classifica dei migliori cento giocatori della stagione.
Nei primi playoff della carriera di Willis, nel Divisional round i 49ers vinsero sui New Orleans Saints, con un punteggio finale di 36-32. La corsa di San Francisco verso il Super Bowl si interruppe nella finale della NFC, persa ai supplementari contro i New York Giants.

#### Stagione 2012
Nella settimana 4 i 49ers schiantarono per 34-0 in trasferta i New York Jets con Patrick che guidò la squadra con 10 tackle e il primo intercetto stagionale su Mark Sanchez. Il secondo intercetto lo mise a segno su Russell Wilson dei Seattle Seahawks nella settimana 16, quando però i Niners subirono una netta sconfitta. Tre giorni dopo fu convocato per il sesto Pro Bowl consecutivo e il 12 gennaio 2013 fu inserito ancora una volta nel First-team All-Pro.
Nel divisional round dei playoff contro i Green Bay Packers, Willis mise a segno 7 tackle e un sack su Aaron Rodgers nella vittoria dei Niners che avanzarono fino alla finale della NFC per il secondo anno consecutivo. La settimana seguente, nella finale della NFC in trasferta contro i numeri 1 del tabellone, gli Atlanta Falcons, Patrick guidò i Niners con 12 tackle alla qualificazione al loro primo Super Bowl dal 1994. Nel Super Bowl XLVII Patrick mise a segno 10 tackle ma i 49ers furono sconfitti 34-31 dai Baltimore Ravens. Come l'anno precedente, fu posizionato al numero 10 nella classifica dei migliori cento giocatori della stagione.

#### Stagione 2013
Willis mise a segno il primo sack stagionale nella settimana 10 contro i Carolina Panthers. Il terzo fu contro i Rams nella settimana 13 e il quarto due settimane dopo nella vittoria esterna sui Buccaneers. Il 23 dicembre contro i Falcons, nell'ultima gara della storia della stagione regolare disputata a Candlestick Park, Willis mise a segno ben 18 tackle, sigillando la vittoria dei Niners e la loro qualificazione ai playoff. Il 27 dicembre fu premiato con la settima convocazione al Pro Bowl in carriera.
Dopo aver eliminato i Packers nel primo turno di playoff, i Niners batterono anche i Panthers la domenica successiva con Patrick che guidò i suoi con 11 tackle e mise a segno un intercetto su Cam Newton, qualificandosi per la terza finale di conference consecutiva, in cui furono eliminati dai Seahawks. A fine anno fu votato al 27º posto nella NFL Top 100 dai suoi colleghi.

#### Stagione 2014
Willis aprì la stagione 2014 con un intercetto su Tony Romo nella vittoria in trasferta sui Cowboys della settimana 1. Nella settimana 6 contro i Rams subì un infortunio al piede che gli fece perdere tutto il successivo mese di gioco, finché l'11 novembre i 49ers lo inserirono in lista infortunati per tutto il resto della stagione. Il 10 marzo 2015, a sorpresa Willis annunciò il proprio ritiro all'età di trent'anni.

## Palmarès

### Franchigia
- National Football Conference Championship: 1

San Francisco 49ers: 2012

### Individuale
- Convocazioni al Pro Bowl: 7

2007, 2008, 2009, 2010, 2011, 2012, 2013
- First-team All-Pro: 5

2007, 2009, 2010, 2011, 2012
- Second-team All-Pro: 1

2008
- Rookie difensivo dell'anno - 2007
- NFL Butkus Award: 1

2009
- PFWA All-Rookie Team - 2007
- Formazione ideale della NFL degli anni 2010
- Pro Football Hall of Fame (classe del 2024)

## Statistiche
| Statistiche in carriera | Statistiche in carriera | Statistiche in carriera | Tackle | Tackle | Tackle | Tackle | Intercetti | Intercetti | Intercetti | Intercetti | Intercetti | Fumble | Fumble |
| Anno                    | Squadra                 | P                       | Tot    | Sol    | Ast    | Sack   | Pass dev   | Int        | Yard       | Max        | TD         | FF     | FR     |
| 2007                    | San Francisco 49ers     | 16                      | 174    | 135    | 39     | 4,0    | 5          | --         | --         | --         | --         | 2      | 1      |
| 2008                    | San Francisco 49ers     | 16                      | 141    | 109    | 32     | 1,0    | 10         | 1          | 86         | 86         | 1          | 1      | 1      |
| 2009                    | San Francisco 49ers     | 16                      | 152    | 114    | 38     | 4,0    | 8          | 3          | 33         | 23         | 1          | 3      | --     |
| 2010                    | San Francisco 49ers     | 15                      | 128    | 101    | 27     | 6,0    | 5          | --         | --         | --         | --         | 2      | --     |
| 2011                    | San Francisco 49ers     | 13                      | 97     | 74     | 23     | 2,0    | 12         | 1          | 10         | 10         | 0          | 4      | 2      |
| 2012                    | San Francisco 49ers     | 16                      | 120    | 88     | 32     | 0,5    | 9          | 2          | 2          | 2          | 0          | 2      | 1      |
| 2013                    | San Francisco 49ers     | 14                      | 104    | 82     | 22     | 3,0    | 1          | --         | --         | --         | --         | 2      | --     |
| 2014                    | San Francisco 49ers     | 6                       | 34     | 29     | 5      | 0,0    | 3          | 1          | 0          | 0          | 0          | 0      | --     |
| Carriera                |                         |                         | 950    | 732    | 218    | 20,5   | 53         | 8          | 131        | 86T        | 2          | 16     | 5      |
| Playoff                 | Squadra                 | P                       | Tot    | Sol    | Ast    | Sack   | Pass dev   | Int        | Yard       | Max        | TD         | FF     | FR     |
| 2011                    | San Francisco 49ers     | 2                       | 16     | 16     | 0      | 1,0    | --         | --         | --         | --         | --         | --     | 1      |
| 2012                    | San Francisco 49ers     | 3                       | 29     | 26     | 3      | 1,0    | --         | --         | --         | --         | --         | --     | --     |
| 2013                    | San Francisco 49ers     | 3                       | 26     | 18     | 8      | 0,0    | 2          | 1          | -1         | -1         | 0          | --     | --     |